# Triángulo tangencial

ABC es el triángulo tangencial del triángulo T_{A}T_{B}T_{C}

En geometría, el triángulo tangencial de un triángulo dado (que no sea un triángulo rectángulo), es el triángulo cuyos lados son tangentes con respecto a la circunferencia circunscrita del triángulo dado en sus tres vértices. Por lo tanto, la circunferencia inscrita del triángulo tangencial, coincide con la circunferencia circunscrita del triángulo dado.

## Propiedades
El circuncentro del triángulo tangencial está en la recta de Euler del triángulo dado,: p. 104, p. 242  como centro de semejanza del triángulo tangencial y del triángulo órtico (cuyos vértices están en los pies de las alturas del triángulo dado).: p. 447 : p. 102 
El triángulo tangencial es homotético al triángulo órtico.: p. 98 
Un triángulo dado y su triángulo tangencial están en perspectiva, y el eje de la perspectiva es el eje de Lemoine del triángulo dado. Es decir, las líneas que conectan los vértices del triángulo tangencial y los vértices correspondientes del triángulo de referencia son concurrentes.: p. 165  El centro de la perspectiva, donde se encuentran estas tres líneas, es el punto simediano del triángulo.
Las líneas tangentes que contienen los lados del triángulo tangencial se llaman exsimedianas del triángulo dado. Dos de ellas son concurrentes con la tercera simediana del triángulo dado.: p. 214 
La circunferencia  circunscrita del triángulo dado, su circunferencia de los nueve puntos, su circunferencia polar y la circunferencia circunscrita del triángulo tangencial son coaxiales.: p. 241 
Un triángulo rectángulo no tiene triángulo tangencial, porque las líneas tangentes a su circunferencia circunscrita en sus vértices agudos son paralelas y, por lo tanto, no pueden formar los lados de un triángulo.
El triángulo dado es el triángulo de Gergonne del triángulo tangencial.